# 圣卡伊塔努
圣卡伊塔努是巴西伯南布哥州的一个市镇。总面积382.48平方公里，总人口36336人，人口密度95人/平方公里。